# Paradoxo de Jevons

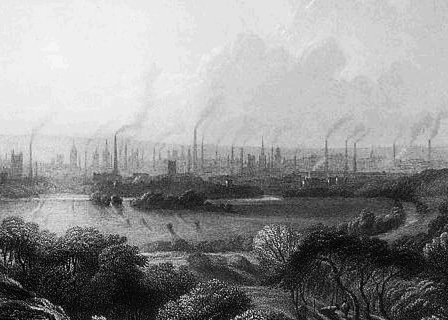
Fábricas movidas a carvão em Manchester no século XIX. Os avanços tecnológicos que possibilitaram o uso do carvão durante a Revolução Industrial também aumentaram substancialmente o consumo desse combustível.

O paradoxo de Jevons afirma que, à medida que as melhorias tecnológicas aumentam a eficiência com a qual um recurso é usado, o consumo total desse recurso pode aumentar em vez de diminuir. Em particular, este paradoxo implica que a introdução de tecnologias mais eficientes do ponto de vista energético pode, no conjunto, aumentar o consumo total de energia. Isso também é conhecido como efeito rebote.[carece de fontes?]
Ele foi batizado a partir do trabalho de William Stanley Jevons.

## História

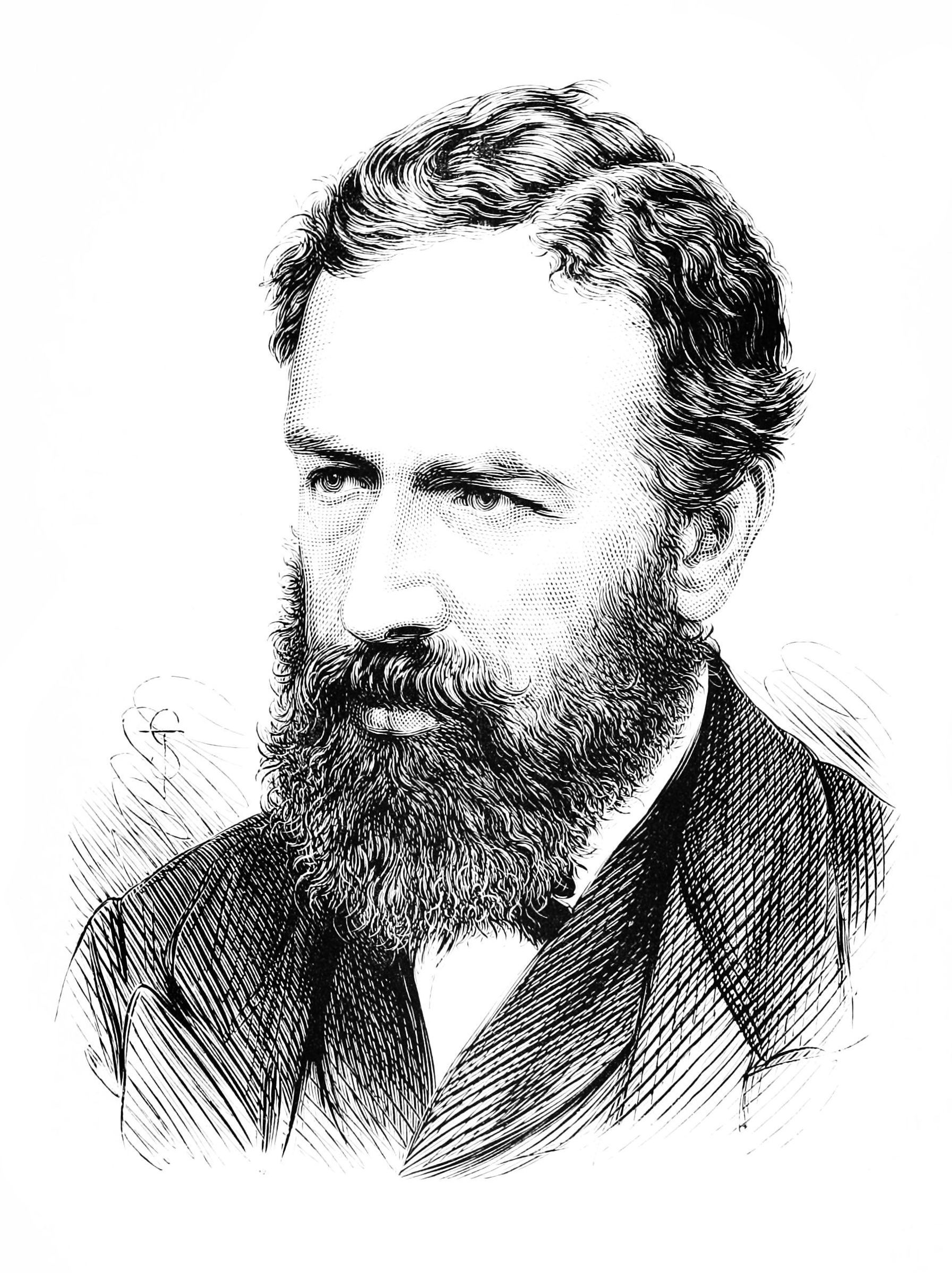
William Stanley Jevons.

Em seu livro de 1865, On the Question of Coal, Jevons observa que o consumo inglês de carvão aumentou drasticamente depois que James Watt introduziu sua máquina a vapor, que era muito mais eficiente do que a de Thomas Newcomen. As inovações de Watt tornaram o carvão uma fonte de energia mais lucrativa, o que levou ao uso generalizado de sua máquina a vapor em meio as fábricas. Em vez de reduzir o consumo total de carvão, as melhorias tecnológicas e os ganhos de lucratividade levaram ao aumento do consumo total de carvão, daí a origem do paradoxo. A descrição deste mecanismo constitui uma importante contribuição de Jevons para a economia de energia.

## Resolução

O gráfico ilustra o efeito de uma queda dos custos de produção de suprimentos

O paradoxo pode ser entendido da seguinte maneira. Na medida em que é possível extrair mais energia com a compra da mesma quantidade de carvão, isto se traduz em uma queda no preço da energia produzida pelo carvão. A queda do preço da energia permite reduzir os custos de produção. No gráfico, a curva de oferta O1 se desloca para a direita (tornando-se O2); agora é possível produzir cada unidade a um custo menor. A oferta de bens aumenta, enquanto os preços dos bens caem. A demanda aumenta em consequência (a elasticidade da demanda sendo muitas vezes negativa). O equilíbrio, portanto, vai de E1 para E2, as quantidades compradas (portanto produzidas) vão de Q 1 para Q 2. O consumo de carvão, portanto, aumentou, seguindo a "queda no preço da energia".

## Outros exemplos

### Agricultura
Aumentar a produtividade de uma cultura, como o trigo, em uma determinada área reduzirá a área necessária para atingir o mesmo rendimento total. No entanto, aumentar a eficiência pode tornar o cultivo de trigo mais lucrativo e levar os agricultores a converter terras para a produção de trigo, aumentando, assim, o uso da terra.

### Inteligência artificial
À medida que algoritmos e sistemas de inteligência artificial generativa se tornam mais eficientes em termos de processamento e consumo de energia, o custo para implementá-los em larga escala diminui. Em vez de reduzir o consumo de energia e recursos, essa popularização pode levar a uma maior demanda por infraestrutura computacional, como data centers, ampliando o impacto ambiental da tecnologia.
A disponibilização do modelo de linguagem DeepSeek, com custo reduzido em relação a outros, incitou comparações por parte de Satya Nadella, executivo-chefe da Microsoft, de que a inteligência artificial pode estar num paradoxo de Jevons.